# Wola Malkowska (gromada)
Wola Malkowska – dawna gromada, czyli najmniejsza jednostka podziału terytorialnego Polskiej Rzeczypospolitej Ludowej w latach 1954–1972.
Gromady wraz z gromadzkimi radami narodowymi (GRN) jako organami władzy najniższego stopnia na wsi, funkcjonowały od reformy reorganizującej administrację wiejską przeprowadzonej jesienią 1954 roku do momentu ich zniesienia z dniem 1 stycznia 1973, tym samym wypierając organizację gminną w latach 1954–1972.
Gromadę Wola Malkowska z siedzibą GRN w Wola Malkowskiej  utworzono – jako jedną z 8759 gromad na obszarze Polski – w powiecie opatowskim w woj. kieleckim, na mocy uchwały nr 13f/54 WRN w Kielcach z dnia 29 września 1954. W skład jednostki weszły obszary dotychczasowych gromad Wola Malkowska, Wola Kiełczyńska i Malkowice ze zniesionej gminy Malkowice w powiecie opatowskim oraz gajówka Batóg z dotychczasowej gromady Czernica ze zniesionej gminy Kurozwęki w powiecie buskim. 
Dwa dni później tj. 1 października 1954 roku, gromada weszła w skład nowo utworzonego powiatu staszowskiego w tymże województwie, gdzie ustalono dla niej 11 członków gromadzkiej rady narodowej.
31 grudnia 1961 roku gromadę zniesiono, a jej obszar włączono do gromad  Niedźwiedź (wieś Malkowice) i Bogoria (wsie Wola Malkowska, Swoboda, Wola Kiełczyńska i Kiełczyna Poduchowna, kolonię Poręba Kiełczyńska oraz gajówki Las Wincentów i Batóg).